# Pittosporum tonkinense
Pittosporum tonkinense är en tvåhjärtbladig växtart som beskrevs av François Gagnepain. Pittosporum tonkinense ingår i släktet Pittosporum och familjen Pittosporaceae. Inga underarter finns listade.